# Чагга
Ча́гга (чага, джагга, вачага) — спільна назва для низки народів банту в Східній Африці

## Територія проживання і чисельність
Люди чагга проживають на відрогах гори Кіліманджаро на північному сході Танзанії і в прикордонні з Кенією.
Загальна чисельність — бл. 1,8 млн осіб (оцінка, 2006)

## Субетноси, мова і релігія
У складі чагга вирізняють ряд субетносів:
- власне чагга (джагга, мова кічагга)
- мочі (моші)
- мачамбе (машамі)
- меру (руо, мова руа)
- вунджо
- ромбо (усері)
- руша
- кахе
- ґвено.

Люди чагга розмовляють спорідненими мовами (мовою) банту чагга (кічагга). Чагга — нерідко білінґви — поширені кісуахілі та англійська.
У ХХ ст. для мови/мов чагга було створено писемність (на основі латинки).
Чагга формально є християнами (католиками), насправді додержуються традиційних культів — анімізм, культ предків. Частина чагга — мусульмани-суніти.

## Дані з історії і господарства
Історично чагга розселилися на землях, які займають в даний час, до приходу сюди нілотських народів, зайнявши у ХІІІ—XV ст.ст. землі, заселені кушитами. Відтак, традиційна культура чагга зазнала істотного кушитського впливу.
Під час міжкланових сутичок з масаями у період між 1830 і 1875 рр. чагга абсорбували в свій склад різні групи масаїв; це саме стосується народів тавета, камба, меру та кікую.
Попри різне походження, етнічна спільнота чагга розвинула спільну мову та культуру, що вирізняється від оточуючих народів.
Традиційні заняття чагга — ручне терасне землеробство (банани, просо, ямс) і скотарство. Експортне значення має кава, яку почали вирощувати з кін. XIX ст..
Серед ремесел розвиток набули різьбярство на дереві (посуд, щити), ковальство (мотики, списи, прикраси) тощо.
Сьогодні серед чагга поширено відхідництво. Частина чагга проживають у містах (Аруша, Дар-ес-Салам тощо), де зайняті в бізнесі, працюють в різних галузях економіки, існує національна інтелігенція.

## Соціальна організація і культура

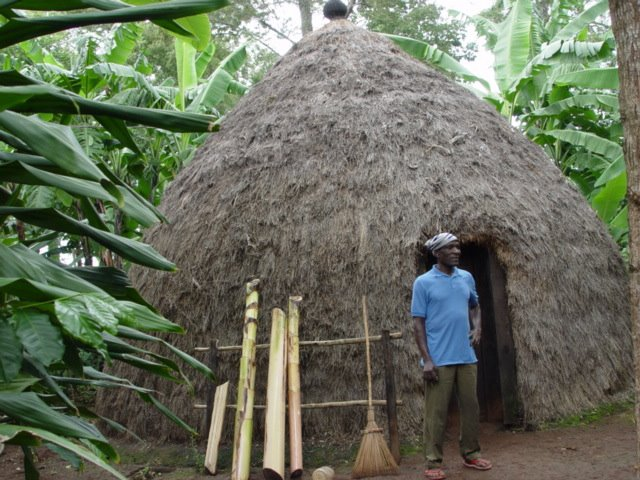
Хатина чагга

У чагга вкорінилися вождівства — общини управлялися вождями (мангі), на поч. XX ст. були об'єднані під владою верховного вождя (мангі мкуу), титул яких зберігся серед чагга і до наших днів.
До поч. XX ст. практикувалися чоловічі (нґасі) та жіночі (шиджа) ініціації, які включали обряд обрізання.
У чагга поселення сільського типу без чіткого планування. Житло чагга — хатина з соломи і трави шоломоподібної форми, без вікон.
Традиційний одяг чагга — цільна коров'яча шкура або хутряні накидки, численні головні убори.
У чагга розвинуті міфологія і фольклор. Головним персонажем усних оповідань виступає верховне божество Сонця Рува. Відомі також історичнні перекази і легенди, пісні тощо.
Основні музичні інструменти — флейти і барабани. Багата танцювальна культура.
Найвідоміший дослідник народу чагга — німецький антрополог і етнограф Бруно Гуттман (Bruno Gutmann), який здійснював польові дослідження у 1-й пол. XX ст.

## Цікаві факти
- У кухні чагга численні заборони і обмеження, до того ж статевий розподіл — так, банани вважаються чоловічою їжею, а молоко, ямс — жіночою. Як і нілоти, чагга споживають свіжу коров'ячу кров. Пиво (мбеґе), крім традиційного проса, також варять, як і народи-сусіди з бананів.
- Колоритний костюм воїна чагга — зав'язки і браслети на кісточках та зап'ястках і причепні «хвости» і «роги».